# Сидоровка (Тарский район)
Сидоровка — деревня в Тарском районе Омской области России. Входит в состав Ермаковского сельского поселения.

## История
Основана в 1876 г. В 1928 г. состояла из 24 хозяйств, основное население — русские. В составе Петропавловского сельсовета Екатерининского района Тарского округа Сибирского края.

## Население
| 1926 | 2002 | 2010 |
| ---- | ---- | ---- |
| 124  | ↘46  | ↘23  |